# Гипокрас

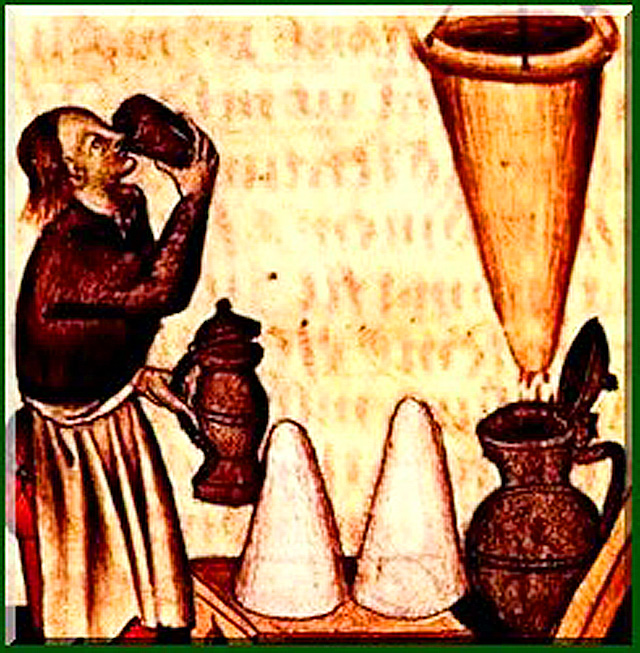
Средневековая иллюстрация приготовления гипокраса

Гипокра́с — древнее ароматизированное вино с добавлением мёда (позднее — сахара), приправленное «королевскими» (благородными) пряностями: корицей, имбирём, гвоздикой. В Средневековье был распространён во всех странах Западной Европы из-за предполагаемых медицинских и возбуждающих свойств.

## История
Пряные вина были известны ещё в античности (см. Conditum Paradoxum). Рецепт первоначального гипокраса был прост: пряности вымачивались в вине на протяжении суток, после чего их отжимали через так называемое Гиппократово сито (лат. manicum hippocraticum), изобретение которого приписывалось древнегреческому медику Гиппократу. Судя по всему, отсюда и произошло название напитка.
Для сохранения баланса «гуморов» средневековые медики рекомендовали уравновешивать холодную и сухую пищу (каковой считалось вино) добавлением горячих ингредиентов (каковыми считались сахар и пряности). Одним из результатов такого подхода стало распространение гипокраса. Большим любителем напитка был Жиль де Ре (предполагаемый прототип Синей Бороды), который, по утверждениям его приближённых, ежедневно опустошал несколько бутылей и заставлял потреблять его своих жертв.
В продолжение XVIII века гипокрас вышел из употребления, дав начало сходным напиткам — таким, как испанская сангрия и немецкий глинтвейн.
Дюма-отец в своей книге «Большой кулинарный словарь» (опубликован в 1873) пересказал рецепт гипокраса, оставшийся от Тайерана (Taillerent), шеф-повара Карла VII:
«На одну пинту напитка … возьмите три гро чистой и тонко помолотой корицы, один гро мускатного ореха или два, если хотите, полгро гвоздики и мелкого сахара шесть унций, и разотрите всё в порошок, и это следует всё положить вместе с вином в цедилку над горшком; помешайте и дайте стечь, и чем дольше будет течь, тем лучше, но он не должен выдохнуться».
Далее Дюма продолжал, что «во времена Людовика XIV эта настойка ещё ценилась, её подавали к столу знати, и город Париж был обязан поставлять каждый год некое её количество на королевский стол», и что ко времени Дюма «настойка совершенно исчезла и позабыта».

## Возрождение
Несколько виноделен из французских департаментов Верхняя Луара и Арьеж выпускают под именем гипокраса пряное красное вино, позиционируя его как «аперитив из Раннего Средневековья». Также жители Базеля возобновили в 1996 году старинную традицию употребления новогодним утром самодельного гипокраса (который принято закусывать местным печеньем лекерли).